# Damm (Eldetal)
Damm (Eldetal) este o comună din landul Mecklenburg-Pomerania Inferioară, Germania.